# Velika Črešnjevica
Velika Črešnjevica is een plaats in de gemeente Pitomača in de Kroatische provincie Virovitica-Podravina. De plaats telt 542 inwoners (2001).